# IC 1526
IC 1526 — галактика типу Sc (компактна спіральна галактика) у сузір'ї Пегас.
Цей об'єкт міститься в оригінальній редакції індексного каталогу.